# Pedicularis rosea
Pedicularis rosea är en snyltrotsväxtart. Pedicularis rosea ingår i släktet spiror, och familjen snyltrotsväxter.

## Underarter
Arten delas in i följande underarter:
- P. r. allionii
- P. r. rosea

## Bildgalleri

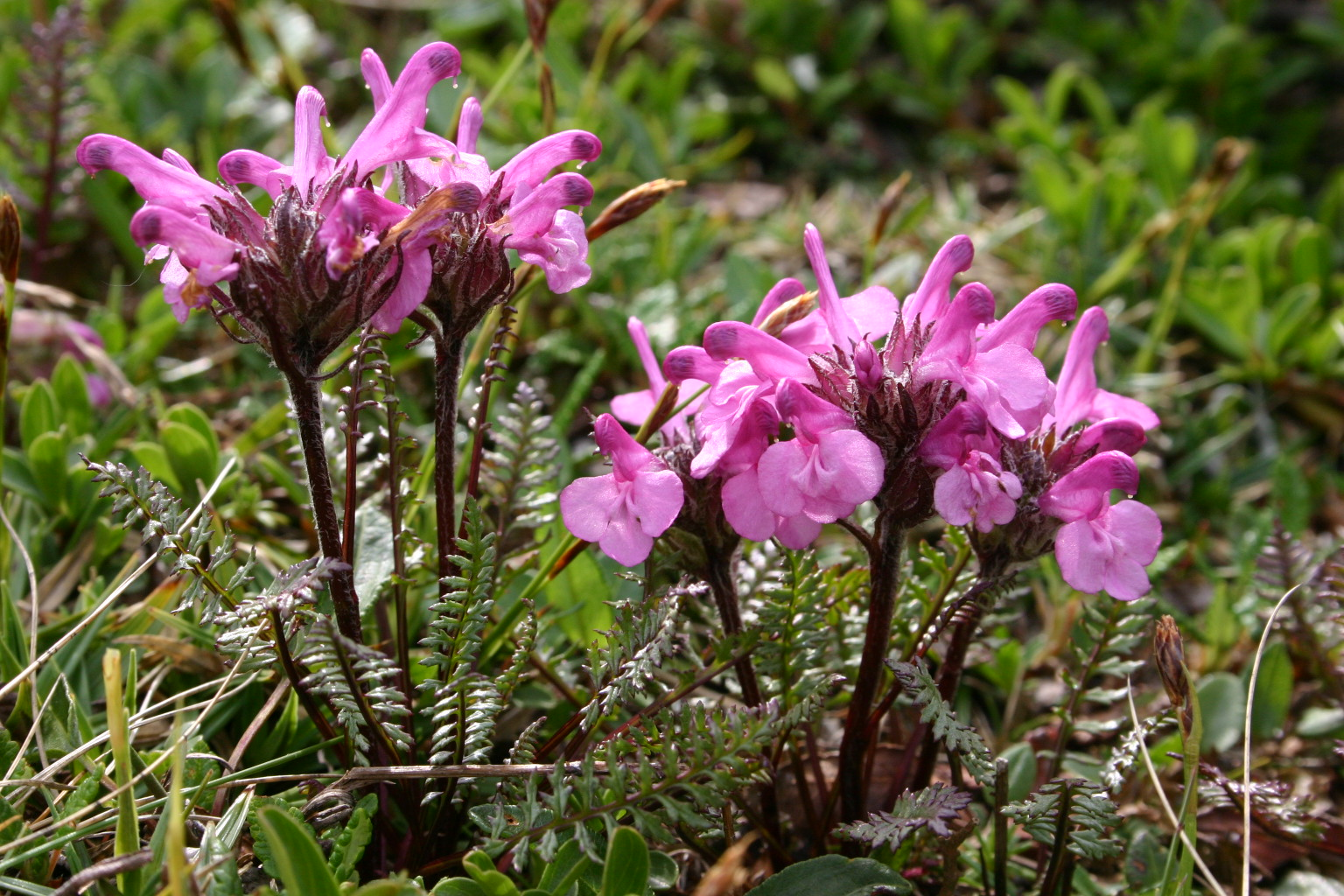
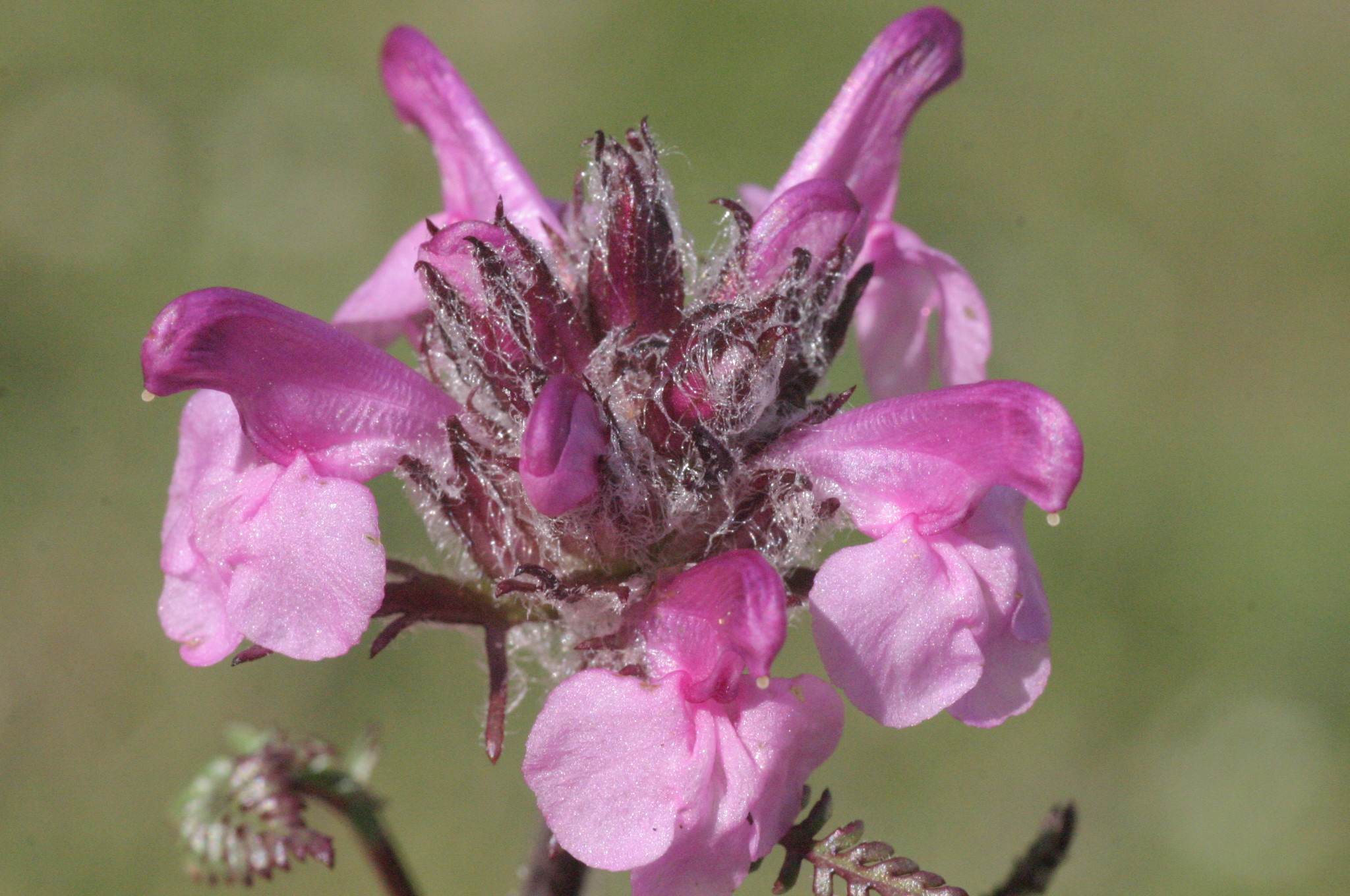
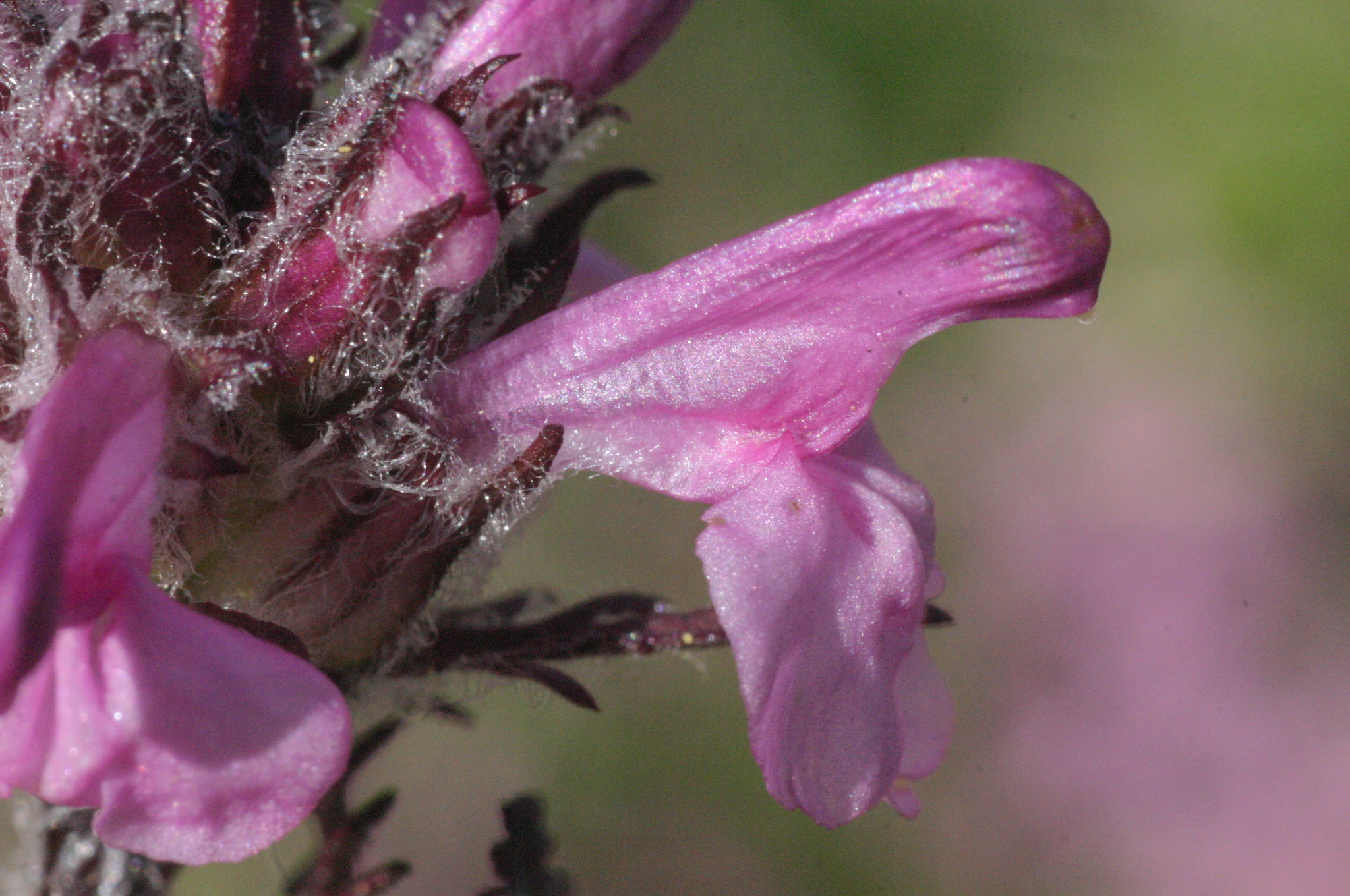
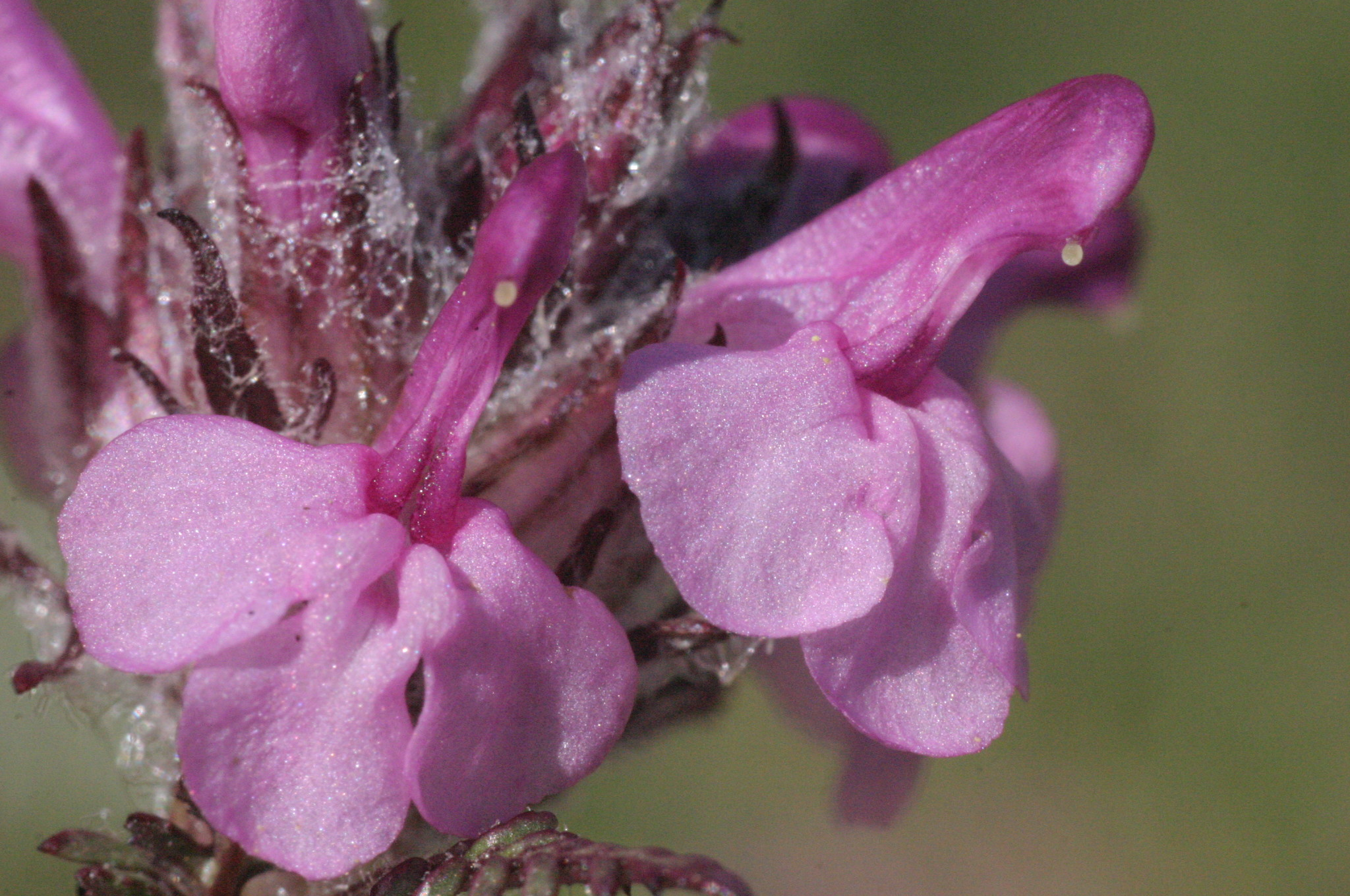
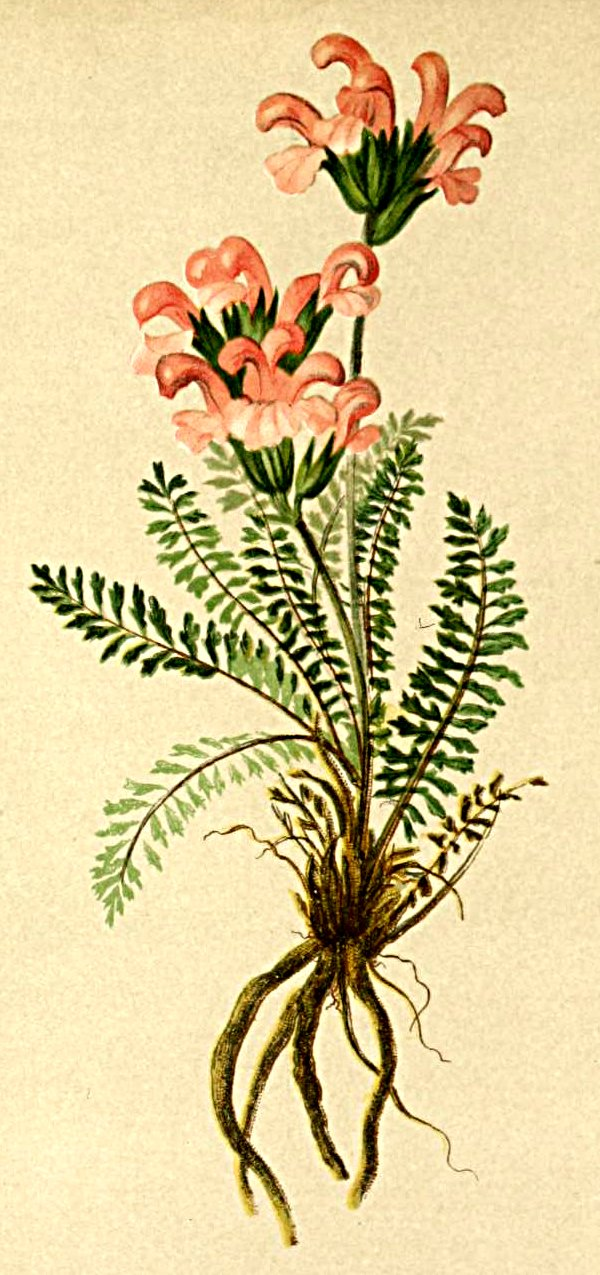
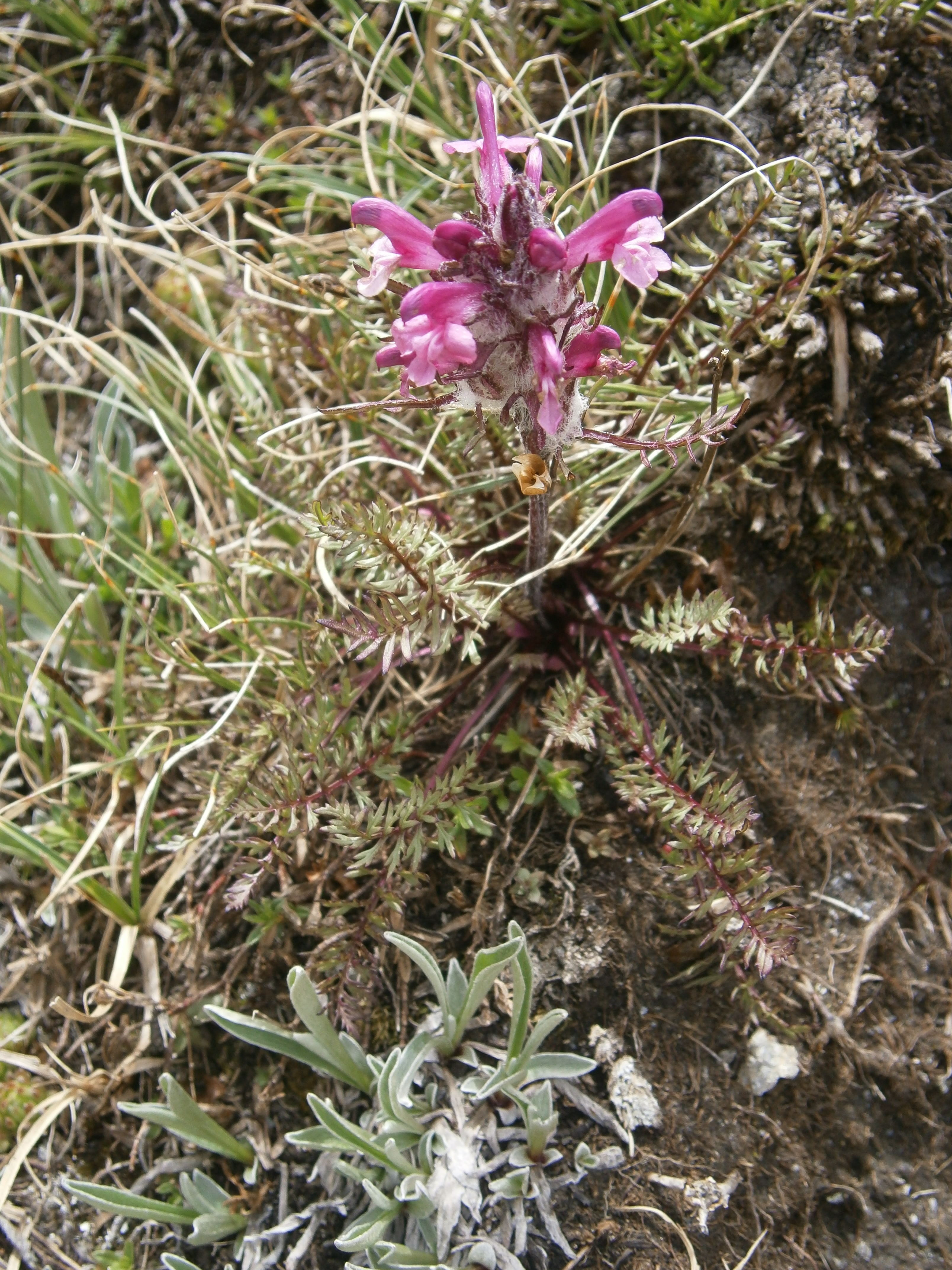